# Флоридор
Флоридор (настоящее имя и фамилия — Жозиас де Сулас) (фр. Josias de Soûlas; 1608, провинция Бри, Иль-де-Франс — 14 августа 1671) — французский актёр, театральный деятель.

## Биография
Дворянин. Католик. Родился в немецкой семье, переехавшей во Францию. Начинал со службы во французской армии, но, получив звание прапорщика, оставил службу в гвардии и вступил в странствующую труппу, взяв имя «Флоридор».
В 1635 году выступал в театрах Лондона. В 1640 году дебютировал на сценах Парижа. Выступал в парижском Театре на болотах (Марэ), где после ухода со сцены актёра Мондори исполнял главные роли во многих трагедиях Пьера Корнеля.
В 1643 году перешёл в театр «Бургундский отель». В 1647 году стал руководить труппой театра «Бургундский отель». Репертуар театра стал более ориентированным на трагедии Пьера Корнеля, а потом и Жана Расина.
Играл роли Горация, Цинны, Эдипа (в пьесах Корнеля), Масиниссы («Софонисба» Мере), Пирра, Нерона («Андромаха», «Британник» Расина) и др.
Обладал превосходным телосложением, отличной физической подготовкой, с гибким и звучным голосом и манерами редкого отличия и элегантности. Его очень любили при дворе Людовика XIV.
Сохраняя облагороженную манеру игры, свойственную актёрам классицистского направления, Флоридор в то же время боролся с жеманностью и риторической напыщенностью, присущими искусству ряда его современников Захарии Жакоба (Монфлёри), Пьера Лёмессье (Бельроз) и др.
Флоридор первый из французских актёров отказался от напевной читки, стремился придать сценическим персонажам черты жизненной достоверности. Мольер в своём «Версальском экспромте» из всех крупных актёров «Бургундского отеля» не задел насмешкой лишь Флоридора.